# Neue Wache

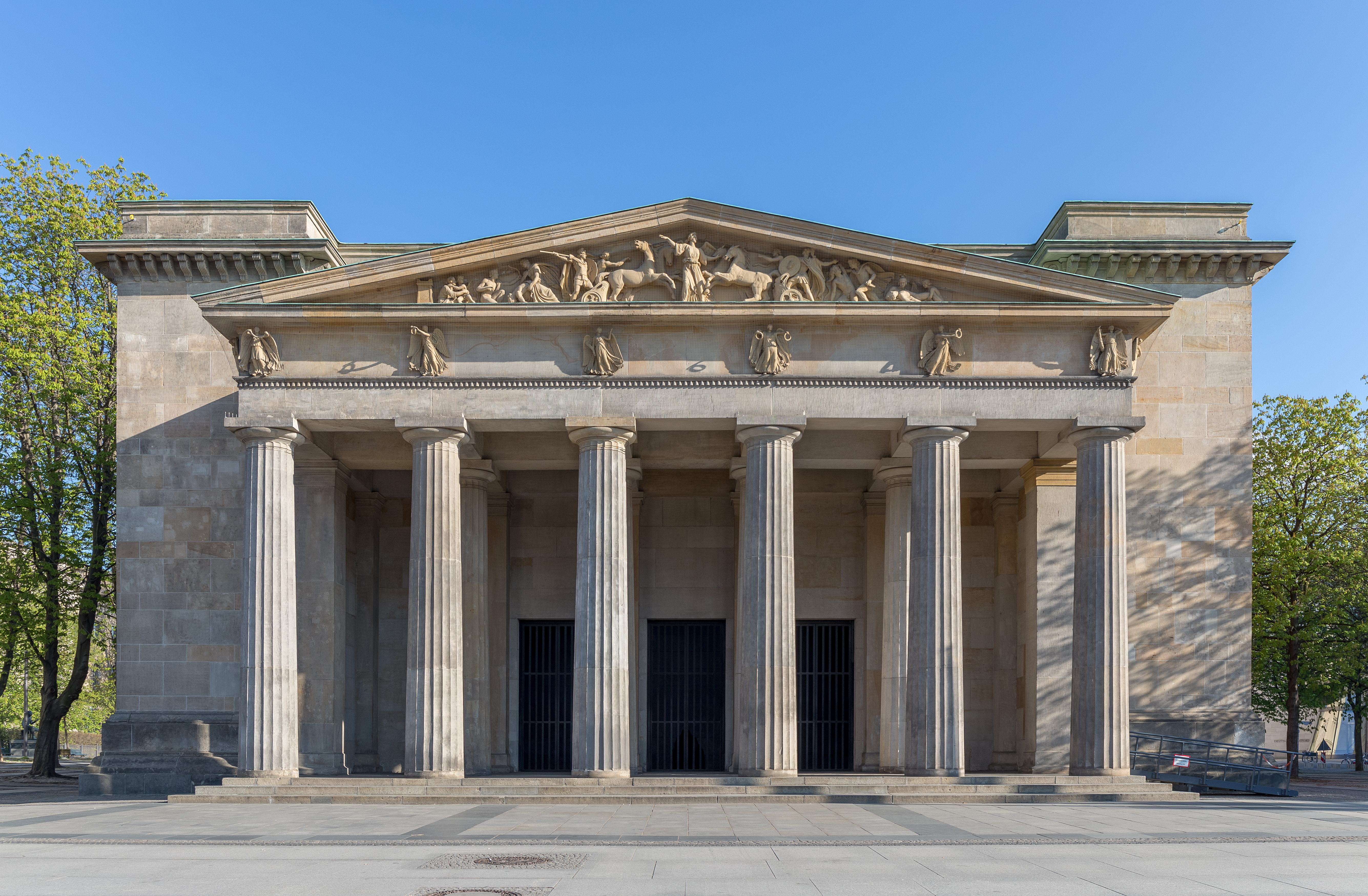
Neue Wache

Die Neue Wache ist ein Baudenkmal an der Prachtstraße Unter den Linden 4 im Berliner Ortsteil Mitte und Teil des Forum Fridericianum. Errichtet 1816 bis 1818 von Karl Friedrich Schinkel im Stil des Klassizismus als Wachgebäude für das Königliche Palais, wandelte sie sich 1931 zur Gedenkstätte. Im Zweiten Weltkrieg ausgebrannt, wurde die Neue Wache 1951 bis 1957 wiederaufgebaut. Seit 1993 beheimatet sie die Zentrale Gedenkstätte der Bundesrepublik Deutschland für die Opfer von Krieg und Gewaltherrschaft. Über eine Wiederaufstellung der Denkmäler der preußischen Befreiungskämpfer Friedrich Wilhelm Bülow von Dennewitz und Gerhard von Scharnhorst, die programmatisch bis 1950 neben der Neuen Wache standen, wird immer wieder diskutiert.

## Geschichte

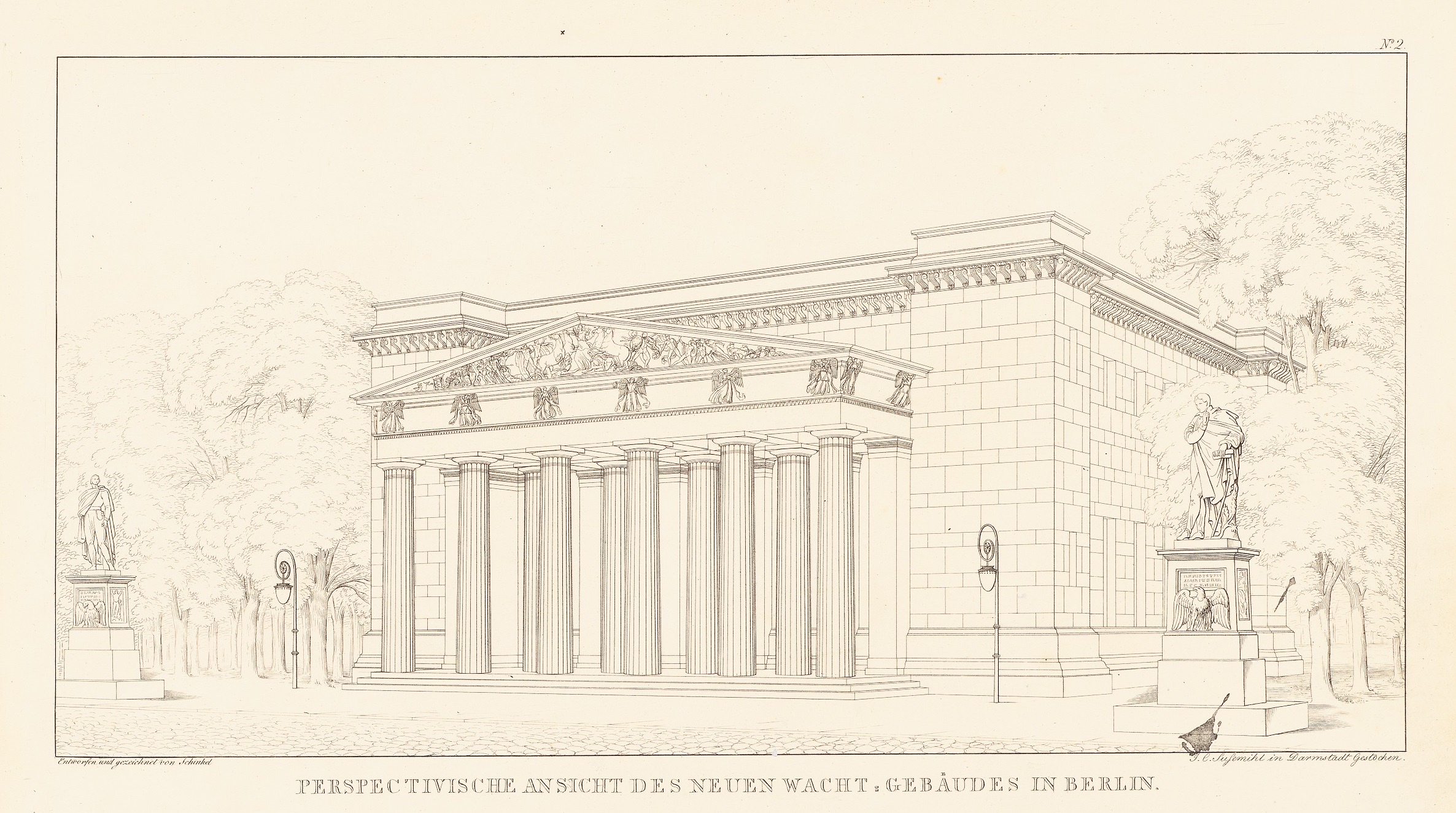
Perspektivische Ansicht, Zeichnung von Karl Friedrich Schinkel, 1819

Parade am Opernplatz, Gemälde von Franz Krüger, 1829

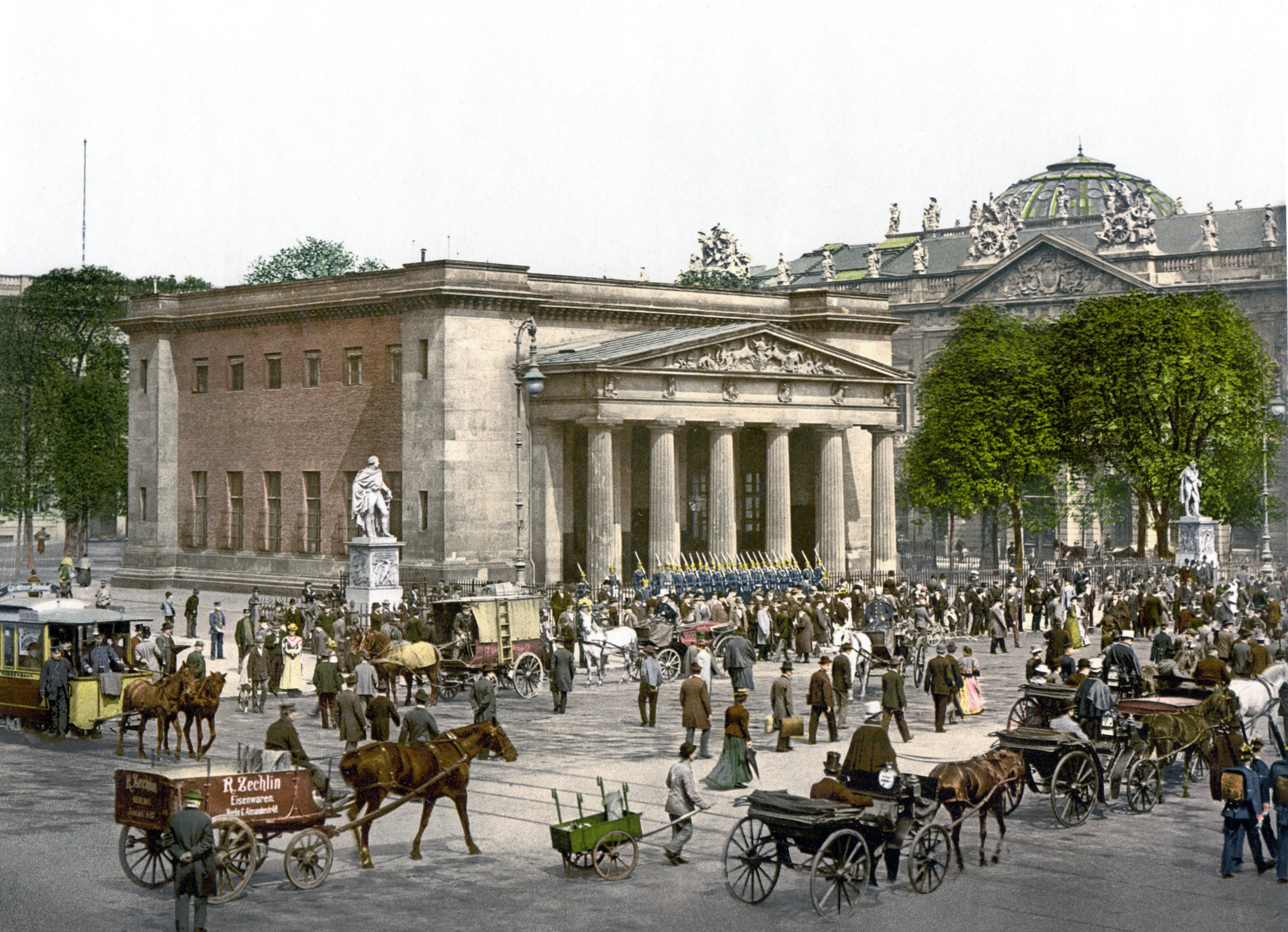
Neue Wache als Wachgebäude der Monarchie, um 1900

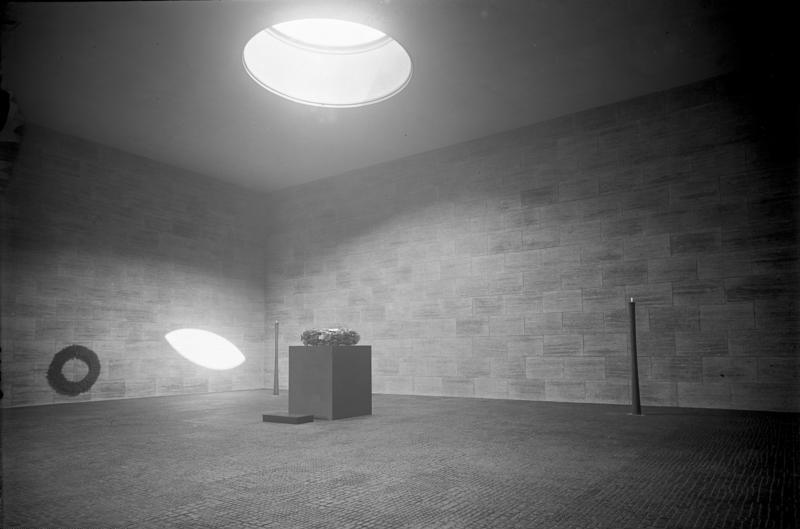
Neue Wache als Gedenkstätte der Republik, 1931

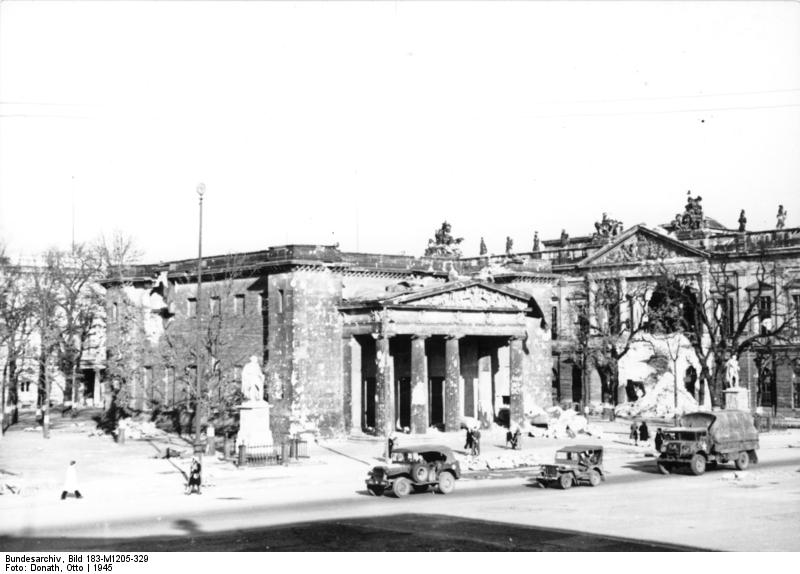
Ruine der Neuen Wache, 1945

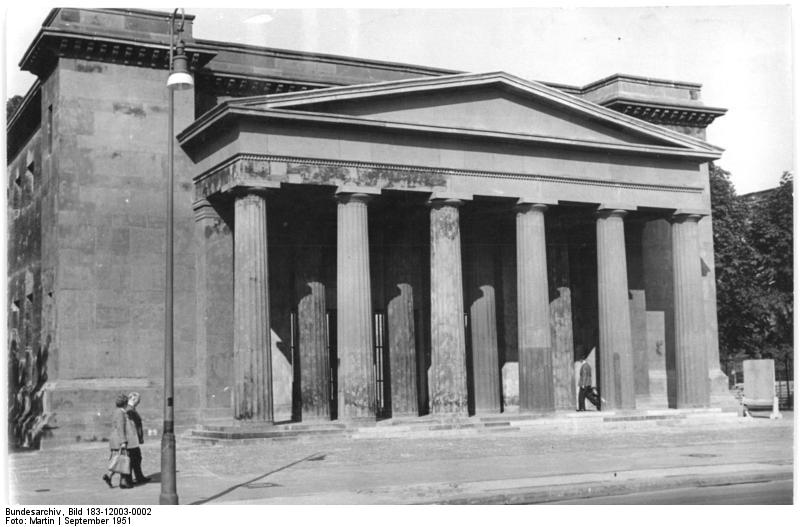
Wiederaufbau der Neuen Wache, 1951

### Königliches Wachgebäude
Die von 1816 bis 1818 im Auftrag Friedrich Wilhelms III. nach Plänen von Karl Friedrich Schinkel errichtete Haupt- und Königswache zählt zu den Hauptwerken des deutschen Klassizismus. Sie diente als Wachgebäude für das schräg gegenüberliegende Königliche Palais und zugleich als Gedenkstätte für die Gefallenen der Befreiungskriege gegen Napoleon. In Schinkels Pläne flossen frühere Entwürfe von Heinrich Gentz und, nach eigenen Angaben, Salomo Sachs ein, die aufgrund der Napoleonischen Kriege nicht zur Ausführung gekommen waren.
Das Gebäudeinnere bestand ursprünglich aus dem Vorzimmer, der Wachstube, der Offizierstube, dem Arrestzimmer und mehreren Nebenzimmern um einen Innenhof. Die fünfachsige Hauptfassade unter dem dorischen Säulenportikus zu den Linden gliederte sich in ein mittiges Portal und jeweils zwei seitliche Fenster.
Die Veränderung der Alten Wache, Kanonierwache, Schloss- oder auch Königswache war seit 1803/04 ein bevorzugtes Umgestaltungsthema des Königs. Dafür wurden Preisaufgaben für die Akademieausstellungen in Berlin formuliert. Zur Umsetzung erging die Aufgabe an das Kollegium des Oberhofbauamts und die Königlich Preussische Akademie der Künste. Zum Beispiel fragte Heinrich Gentz am 6. Mai 1805 bei Schinkel an, ob er ihm bei der Ausgestaltung der Fronten seines „Verschönerungsprojekt der Gegend zwischen den Linden und dem königlichen Schloss“ behilflich sein könnte und Friedrich half ihm, da Heinrich die vorgegebene Planungsaufgabe der Akademie der Künste bis zum 25. Mai 1805 dort vorlegen musste. Im Zeitraum zwischen 1786 und 1816 standen Entwürfe und architektonische Modellbauten nach antiken Vorlagen im Vordergrund.
Zu einem denkwürdigen Ereignis kam es am 16. Oktober 1906, als der Schuster Friedrich Wilhelm Voigt verkleidet als „Hauptmann von Köpenick“ den Bürgermeister von Köpenick, seinen Hauptkassenverwalter von Wildberg gefangen nahm und die Stadtkasse konfiszierte. Mit militärischer Begleitung setzte er Georg Langerhans und von Wildberg in eine Droschke nach Berlin und ließ sie in der Wache durch den Diensthabenden des Wachregimentes, einen Spross der kaiserlichen Familie, arretieren.
Die Neue Wache hatte man vor dem Ersten Weltkrieg über ihren eigentlichen Zweck hinaus zur Hauptzentralstelle des Militärtelegrafen von Berlin und ab 1900 zur Militärpostanstalt für den inneren Dienstverkehr ausgebaut. Die Militärführung gab Tagesbefehle für die Berliner Garnison aus. Von hier gingen am 1. August 1914 die Mobilmachungen und vier Jahre später die Demobilisierung aus. Während der Novemberrevolution 1918 besetzten Soldaten und Arbeiter das Gebäude.

### Staatliche Gedenkstätte
Auf Anregung von Preußens Ministerpräsident Otto Braun (SPD) gestaltete Heinrich Tessenow die Neue Wache im Jahr 1931 zur Gedächtnisstätte für die Gefallenen des Weltkriegs um, die danach Ehrenmal der Preußischen Staatsregierung genannt wurde. Ludwig Mies van der Rohe und Hans Poelzig gewannen mit ihren Wettbewerbsentwürfen zur Umgestaltung des Innenraums den zweiten bzw. dritten Preis.
Mies van der Rohes nicht ausgeführter Entwurf sah einen monumentalen Innenraum mit einem flachen schwarzen Gedenkstein vor, der oben mit dem deutschen Wappen und seitlich mit der schlichten Inschrift „DEN TOTEN“ verziert war. An den Seitenwänden des Innenraums lagen zwei Steinbänke, in der Rückwand befand sich eine Glastür, durch die der vom Boulevard Unter den Linden eintretende Besucher das Kastanienwäldchen hinter der Neuen Wache gesehen hätte. Für das Berliner Ehrenmal sollten dieselben Materialien wie für den Barcelona-Pavillon gewählt werden, nämlich Böden aus hellgrauem Travertin und Wände aus dunkelgrünem Tinos.
Nachdem die Neue Wache bei einem Luftangriff im Zweiten Weltkrieg ausgebrannt war, gab es verschiedene Nutzungsvorschläge für den Wiederaufbau, z. B. als Universitätsbuchhandlung, Goethe-Gedenkstätte oder Mahnmal für die Opfer von Faschismus und Krieg. Zu einem der Retter der Neue Wache zählte nach Kriegsende der damalige Leiter der Denkmalpflege und Landeskonservator von Berlin Hinnerk Scheper. Einen 1949 von Berliner FDJ-Mitgliedern geforderten Abriss verhinderte ein weiterer Retter des Schinkelbaus, der Architekt Selman Selmanagić, er hatte von den Plänen erfahren und ein Veto beim verantwortlichen sowjetischen Kulturoffizier Dymschitz eingelegt. Dieser entschied endgültig mit einem Machtwort über das Schicksal der Wache. Im Jahr 1949 bekannte sich auch die Kulturkommission des FDGB von Groß-Berlin zum Erhalt des Schinkelbaus als Goethe-Gedenkstätte. In der Folgezeit wurde die Front der Wache als Plakatierungsfläche benutzt.
Am 12. April 1950 stürzte ein Teil der Front des Gebäudes zusammen und beschädigte Giebelrelief und einige Viktorienfiguren schwer. In der Nationalgalerie lagerte man die gesicherten Stücke ein. Fast gleichzeitig waren die Finanzmittel für die Rekonstruktion der Außenfassade der Wache bewilligt worden, die von 1951 bis 1957 zur Ausführung kam. Schließlich wurde das Gebäude von 1957 bis 1960 unter der Leitung von Heinz Mehlan als Mahnmal für die Opfer des Faschismus und Militarismus wiederhergestellt. Anlässlich des 20. Jahrestags der DDR im Jahr 1969 fügte Lothar Kwasnitza in der Raummitte einen prismenförmigen Glaskörper mit Ewiger Flamme hinzu.
Nach der deutschen Wiedervereinigung 1990 erfolgte eine weitere Umgestaltung der Neuen Wache. Im Innenraum wurden alle Elemente aus der DDR-Zeit entfernt und die Tessenowsche Gestaltung von 1931 weitgehend wiederhergestellt. Anstelle des Eichenlaubkranzes ließ Bundeskanzler Helmut Kohl jedoch eine stark vergrößerte Kopie der Plastik Mutter mit totem Sohn von Käthe Kollwitz aufstellen, was für eine heftige öffentliche Kontroverse sorgte. Die Einweihung der zur Gedenkstätte für die Opfer von Krieg und Gewaltherrschaft umgewidmeten Neuen Wache fand am Volkstrauertag 1993 statt. Von Anfang an auch als Gedenkstätte für die Opfer der Befreiungskriege gedacht, wandelte sie sich auf diese Weise, jeweils um- und wiederaufgebaut, zur Gedenkstätte für die Opfer des Ersten und Zweiten Weltkriegs sowie der NS- und SED-Diktatur.
Im Jahr 2017 erhielt das Gebäude einen barrierefreien Zugang, eine neue Beleuchtung und eine Anti-Graffiti-Schutzbeschichtung.

### Militärisches Zeremoniell

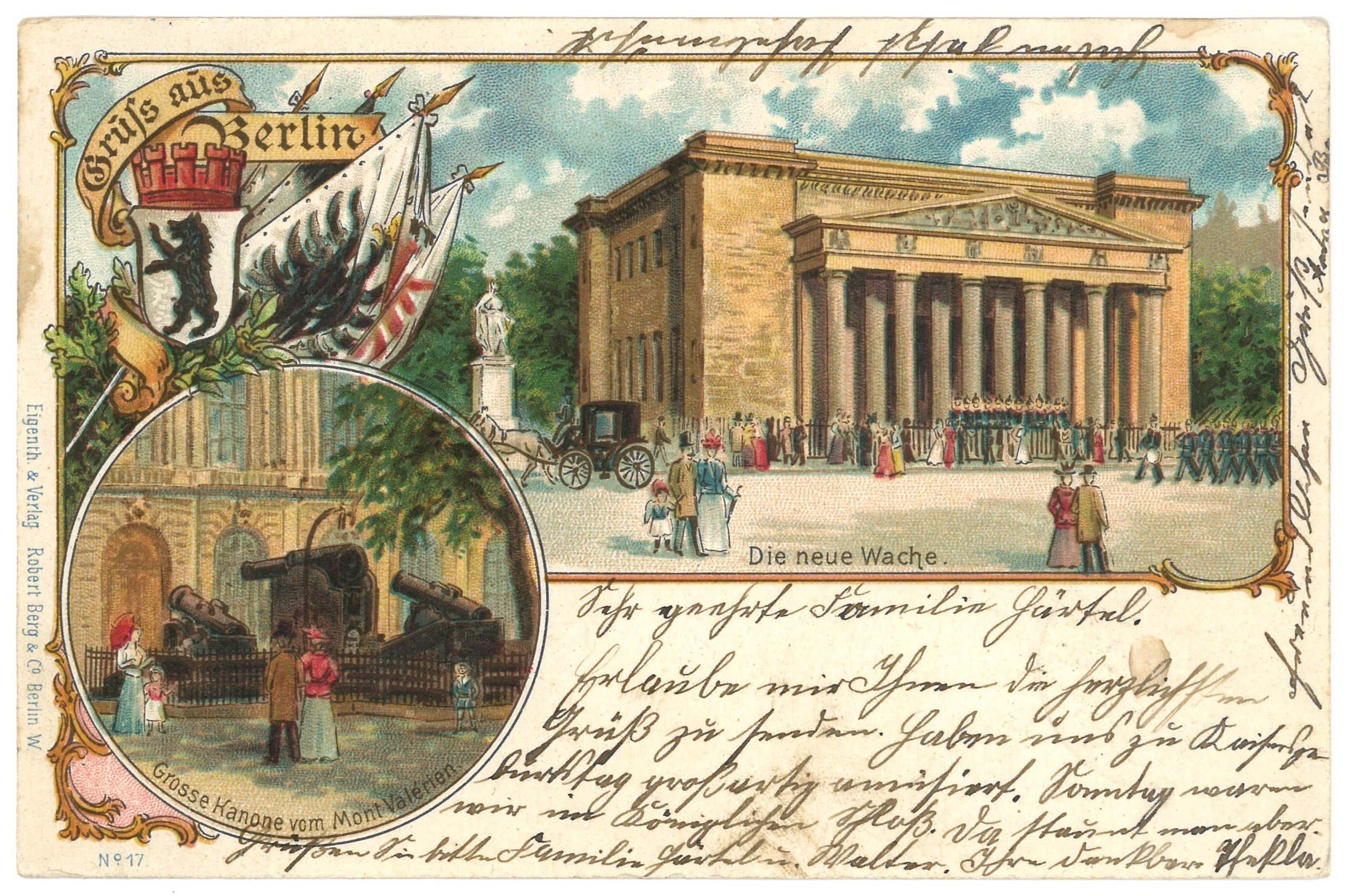
Wachaufzug vor der Neuen Wache und Geschützmonument, 1905

Am 18. September 1818 zogen anlässlich des Besuchs von Zar Alexander von Russland Soldaten des Alexander-Regiments mit klingendem Spiel im „Großen Wachaufzug Unter den Linden“ als Posten zur Neuen Wache. Das militärische Zeremoniell fand fortan mit kleineren Veränderungen und längeren Unterbrechungen nach dem Ersten und Zweiten Weltkrieg bis zur deutschen Wiedervereinigung im Jahr 1990 statt.
Von 1962 bis zum Ende der DDR standen tagsüber zwei Soldaten des Wachregiments Friedrich Engels, die stündlich im Kleinen Wachaufzug abgelöst wurden, als Ehrenwache vor der Neuen Wache. Mittwochs und samstags zog um 14:30 Uhr eine Ehrenformation des Regiments zum Großen Wachaufzug auf der Straße Unter den Linden auf. Die Wachaufzüge lockten zahlreiche Zuschauer an, die die Ablösung der Soldaten im Exerzierschritt beobachteten. Von 1981 bis 1989 fand jährlich in den Tagen unmittelbar vor dem Tag der Republik (7. Oktober) ein Großer Zapfenstreich der Nationalen Volksarmee vor der Neuen Wache statt, dem auch Würdenträger aus Staat und Partei beiwohnten.
Seit dem Volkstrauertag am 14. November 1993 dient die Neue Wache als Zentrale Gedenkstätte der Bundesrepublik Deutschland für die Opfer von Krieg und Gewaltherrschaft. Am Volkstrauertag und zu anderen offiziellen Anlässen – wie beispielsweise Kranzniederlegungen – wird vom Wachbataillon beim Bundesministerium der Verteidigung eine Ehrenwache für das Gebäude gestellt.

## Beschreibung

### Entwürfe und Standorte

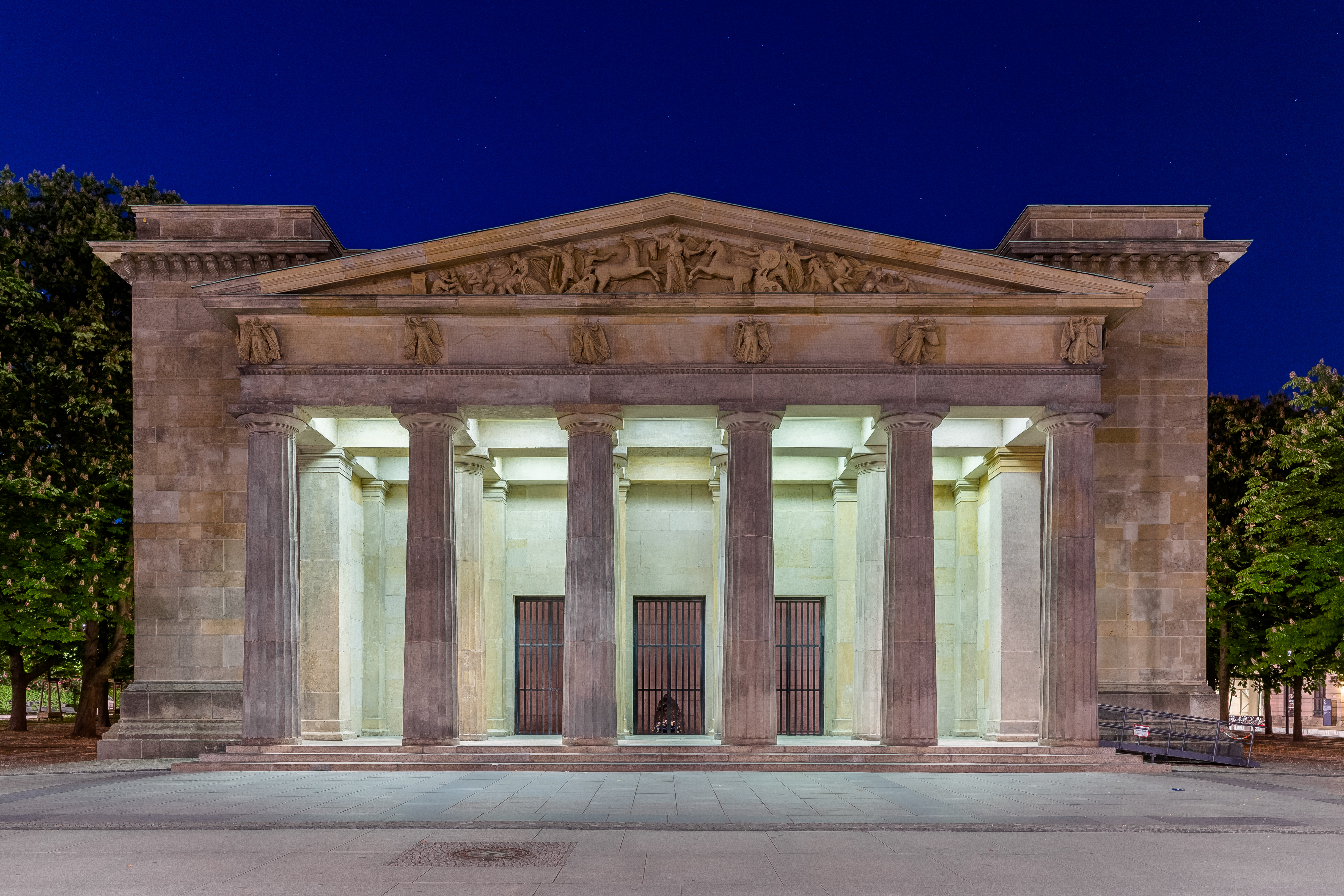
Die illuminierte Neue Wache bei Nacht

In Schinkels Pläne für die Neue Wache flossen frühere Entwürfe von Heinrich Gentz und Salomo Sachs ein, die aufgrund der preußischen Niederlage in der Schlacht bei Jena und Auerstedt 1806 nicht zur Ausführung kamen. Erst nach dem Ende der Befreiungskriege gegen Napoleon 1815 wurden die Pläne wieder aufgenommen.
Schinkel gelang es, dem Gebäude trotz seines relativ kleinen Baukörpers mittels klarer Formen, wuchtiger Eckrisalite und durch einen streng dorischen Säulenportikus eine Monumentalität zu verleihen, dank der es der Wucht umliegender Gebäudekomplexe wie der Universität oder des Zeughauses standzuhalten vermag. Da der Entwurf Schinkels die Neue Wache nicht in Flucht mit der Universität vorsah, zeigte seine Situationsplanzeichnung von 1816 die Neue Wache um wenige Meter hinter dieser Flucht. Nach Vorlage der Zeichnung beim König, wurde sie von Friedrich Wilhelm III. selbst mit Bleistift korrigiert und in Flucht zur Universität und mittig zwischen dieser und dem Zeughaus gesetzt. (siehe Planzeichnung: Landesarchiv Berlin, Pr.Br.Rep.042 1817, 1820, 1821 Karten, Bleistiftkorrektur des Friedrich Wilhelm III.) Es kann somit vermutet werden, dass sich die Ausführung der Neuen Wache, auf Wunsch des Königs, an dem gekürten Wettbewerbsentwurf von Salomo Sachs, auf der Akademieausstellung in Berlin im Jahre 1806, orientieren sollte. Als Vorbild diente ihm der römische Festungsbau: „Der Plan dieses, ringsum ganz freiliegenden Gebäudes ist einem römischen Castrum ungefähr nachgeformt, deshalb die vier festeren Eckthürme und der innere Hof.“ Leitender Bauingenieur bei der Errichtung der Neuen Wache war der Schinkelschüler und spätere Mecklenburg-Strelitzer Hofbaumeister Friedrich Wilhelm Buttel.

### Skulpturenprogramm

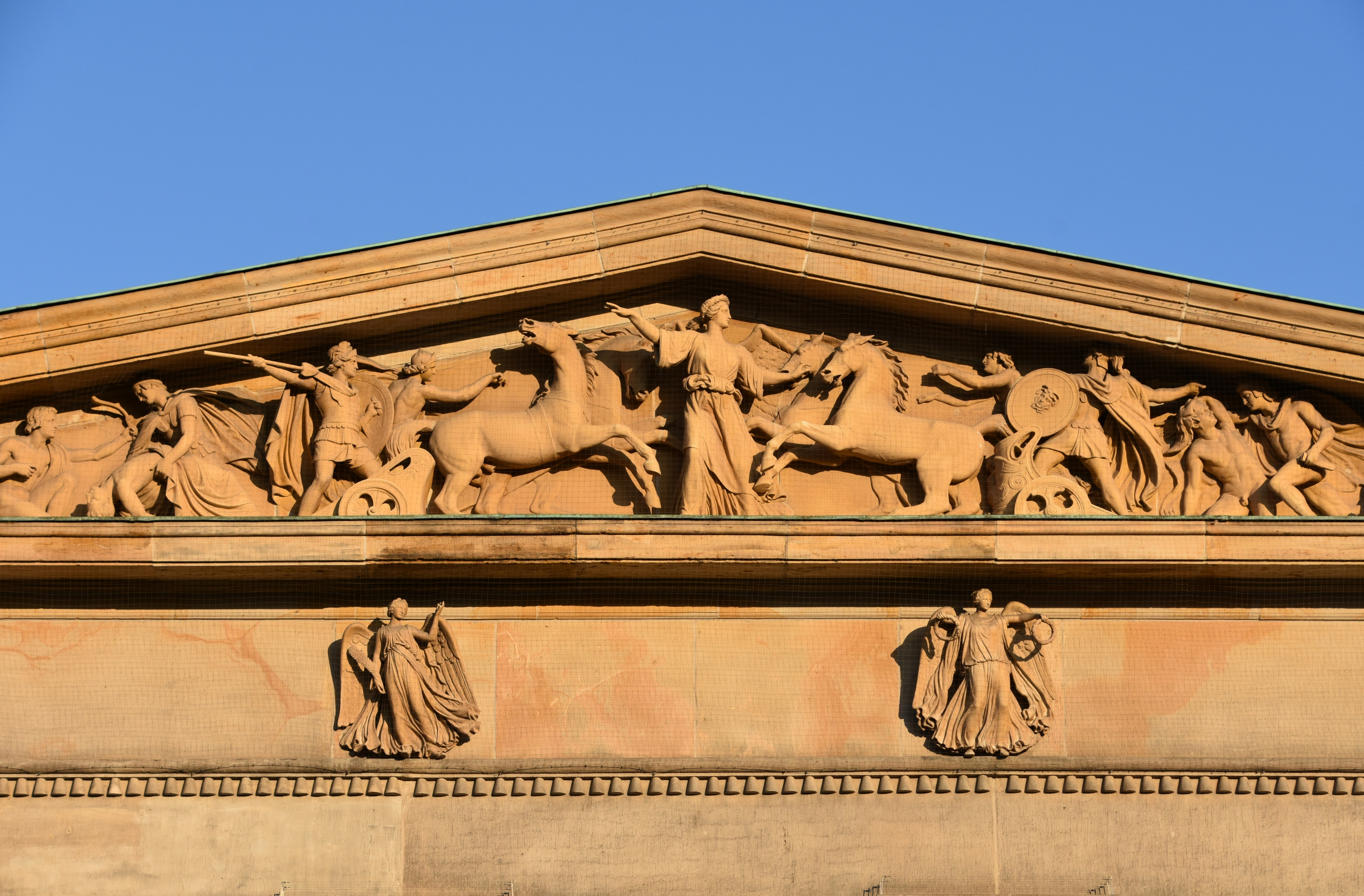
Viktorienrelief von August Kiß (oben) und Viktorienfries von Johann Gottfried Schadow (unten) an der Vorhalle

Schinkels Skulpturenprogramm, das die Neue Wache zur Gedenkstätte für die Opfer der Befreiungskriege (1813–1815) erhebt, besteht aus drei Teilen: dem Relief am Giebel, dem Fries am Gebälk und den Statuen neben dem Gebäude.
Die in Carrara-Marmor gehauenen Statuen der Befreiungskämpfer Friedrich Wilhelm Bülow von Dennewitz, das Bülow-Denkmal, und Gerhard von Scharnhorst, das Scharnhorst-Denkmal, neben der Neuen Wache wurden 1819–1822 von Christian Daniel Rauch ausgeführt und gelten als Meisterwerke des Klassizismus. Schinkel: „Auf der perspectivischen Ansicht sind die beiden kolossalen Marmor-Statuen der Generale Scharnhorst und Bülow angedeutet, welche Se. Majestät der König durch den Professor Rauch arbeiten ließ, und welche im Jahr 1822 aufgerichtet wurden.“
Das in Zink gegossene Relief der Siegesgöttinnen am Giebel wurde erst 1842–1846 von August Kiß ausgeführt. Schinkel beschrieb es in der Sammlung Architektonischer Entwürfe mit folgenden Worten: „Die Sculptur im Giebel […] stellt einen Kampf dar, eine Victoria entscheidet in der Mitte für den rechts kämpfenden Helden, links ist dargestellt: letzte Anstrengung, Aufmunterung zum Kampfe, Flucht, Raub, und Schmerz der Familie, die ihr Schicksal erwartet; rechts sieht man Ueberwältigung und Trauer um einen gefallenen Helden.“
Der in Blei gegossene Fries der Siegesgöttinnen am Gebälk wurde 1816–1818 von Johann Gottfried Schadow ausgeführt. Schinkel: „Der Fries ist mit Victorien geziert, die über jeder Säule statt der Triglyphen den Steinbalken andeuten.“ Relief und Fries sind mit einer steinimitierenden Sandelung versehen. Sie wurden 1957–1962 wiederhergestellt und zuletzt 2009 restauriert.
Die Standbilder Bülows und Scharnhorsts hatten den Zweiten Weltkrieg in Ummauerungen überstanden, wurden aber 1950 vom SED-Regime abgeräumt und eingelagert. 1963 wurde zunächst nur das Scharnhorst-Denkmal, 2002 auch das Standbild Bülows auf der Grünfläche des Bebelplatzes aufgestellt. Die zuletzt 2006 restaurierten Originale wurden 2021 zum Schutz vor Verwitterung in die Zitadelle Spandau verbracht und werden zukünftig durch Kopien ersetzt. In diesem Zusammenhang fordern Fachleute, die kopierten Standbilder an den originalen Standorten neben der Neuen Wache aufzustellen, um das seit Jahrzehnten geteilte Skulpturenprogramm wieder zu vereinen.

### Innenraum

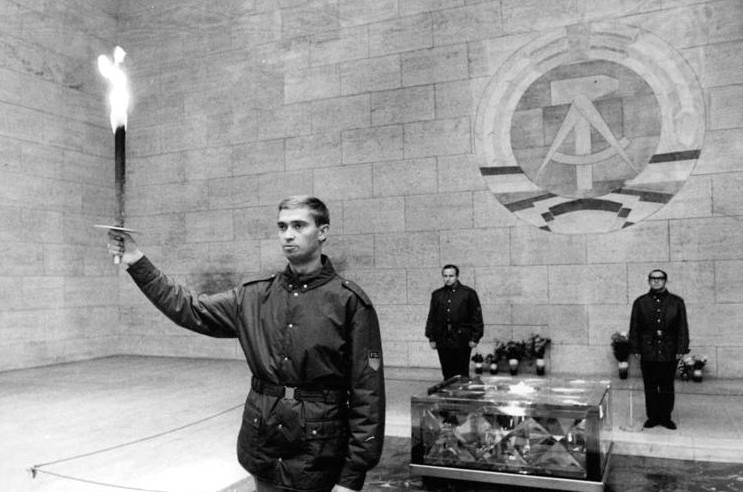
Innenraum mit Ewiger Flamme von Lothar Kwasnitza (1969)

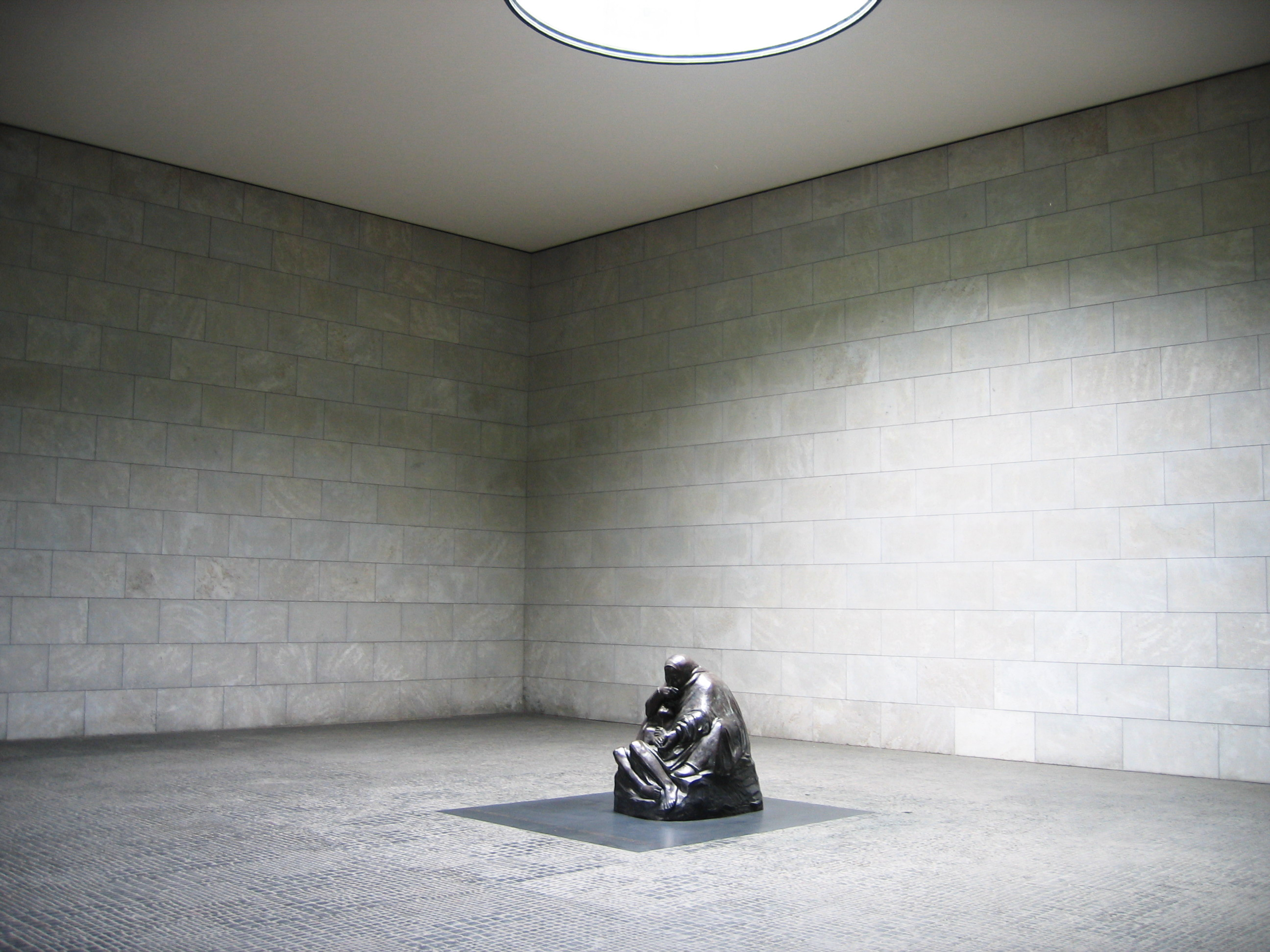
Innenraum mit Mutter mit totem Sohn von Käthe Kollwitz (1993)

Seit 1931 befand sich im Inneren, aus dem der Architekt Heinrich Tessenow Innenwände und Zwischendecken entfernt hatte, auf einem 1,67 Meter hohen Gedenkstein aus schwarzem Granit ein Eichenlaubkranz aus Gold- und Silberblättern des Bildhauers Ludwig Gies, der heute im benachbarten Deutschen Historischen Museum ausgestellt ist. Darüber öffnete sich kreisrund das Dach der Halle. Im Jahr 1934 wurden an den äußeren Ecktürmen zwei Kränze und an der inneren Rückwand ein Kreuz angebracht.
Am 8. Mai 1960, dem 15. Jahrestag der Befreiung, weihte die Partei- und Staatsführung der DDR das von Heinz Mehlan denkmalpflegerisch geschaffene Mahnmal für die Opfer des Faschismus und Militarismus ein. Bei der Gestaltung wurde auf das Kreuz verzichtet, der Kranz hatte sich bereits seit 1948 in West-Berlin befunden. Zum 20. Tag der Republik erfolgte 1969 eine erneute Umgestaltung nach einem Entwurf von Lothar Kwasnitza. Die Lichtöffnung wurde geschlossen und den Granitblock ersetzte eine Ewige Flamme in einem Glasprisma. Davor wurden unter zwei Bronzeplatten die sterblichen Überreste eines unbekannten Widerstandskämpfers, es handelte sich um einen unbekannten KZ-Häftling, und eines unbekannten Soldaten beigesetzt. Unter der Platte des Widerstandskämpfers lag Erde aus neun Konzentrationslagern, unter der des Soldaten von neun Schlachtfeldern des Zweiten Weltkriegs. An der Rückwand befand sich das Staatswappen der DDR.
Im Innenraum des Gebäudes, der weitgehend nach Tessenows Plänen von 1931 rekonstruiert wurde, befindet sich seit 1993 auf Anregung des damaligen Bundeskanzlers Helmut Kohl die von Harald Haacke von ursprünglich 38 Zentimeter auf rund 1,6 Meter Höhe vierfach vergrößerte Kopie der Bronzeplastik Mutter mit totem Sohn von Käthe Kollwitz, auch Pietà genannt. Sie stellt die Künstlerin und ihren im Ersten Weltkrieg gefallenen Sohn Peter dar. Vor der Plastik ist der Schriftzug „Den Opfern von Krieg und Gewaltherrschaft“ in den Boden eingelassen. Die Urnen mit den sterblichen Überresten des unbekannten Widerstandskämpfers und des unbekannten Soldaten sowie die mit Erde gefüllten Gefäße befinden sich seither unter der Gedenkplatte aus schwarzem Granit.
Die Ankündigung Kohls, dass die Pietà von Käthe Kollwitz für das Mahnmal gewählt werden solle, löste eine heftige Kontroverse aus. So forderte etwa die Akademie der Künste, auf „selbstmitleidigen Betroffenheitskitsch“ zu verzichten und Tessenows Innenraum originalgetreu wiederherzustellen. In der Zeit stellte Reinhart Koselleck die Angemessenheit der Kollwitz-Skulptur infrage, weil diese sowohl Juden als auch Frauen, „die beiden größten Gruppen der unschuldig Umgebrachten und Umgekommenen des Zweiten Weltkrieges“, ausschließe: „Ein doppelter Mißgriff mit Folgen, die sich aus einer deshalb auch ästhetisch zweitrangigen Lösung zwingend ergeben. Der Denkfehler gebiert ästhetische Mißgestalten.“ Wolf Jobst Siedler hielt es für eine Ironie der Geschichte, dass Bundeskanzler Kohl mit der Aufstellung einer Kollwitz-Skulptur in der Neuen Wache einen früheren Vorschlag des SED-Politbüros umsetzte.

## Standbilder

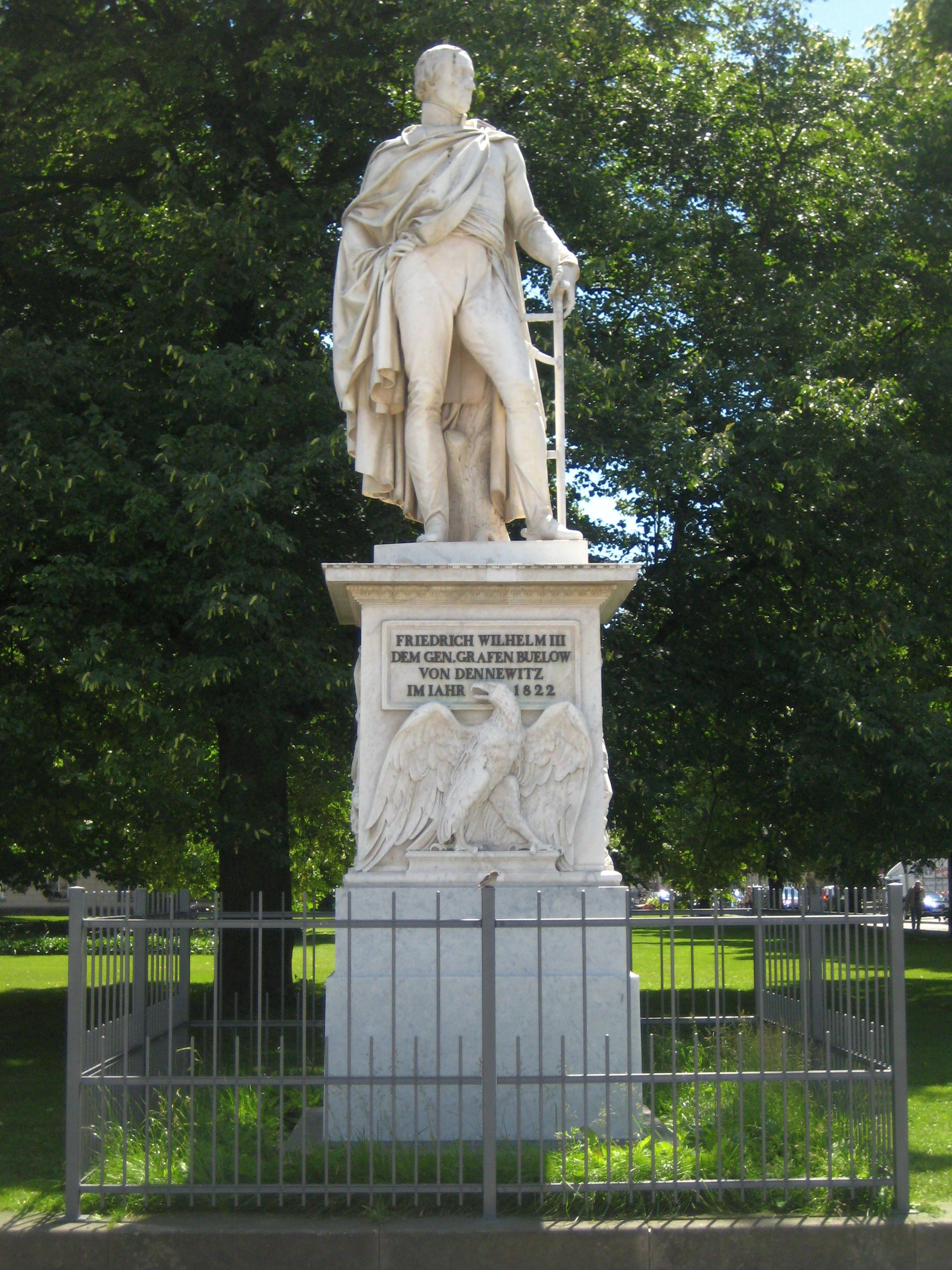
Bülow-Denkmal von Christian Daniel Rauch, 1822

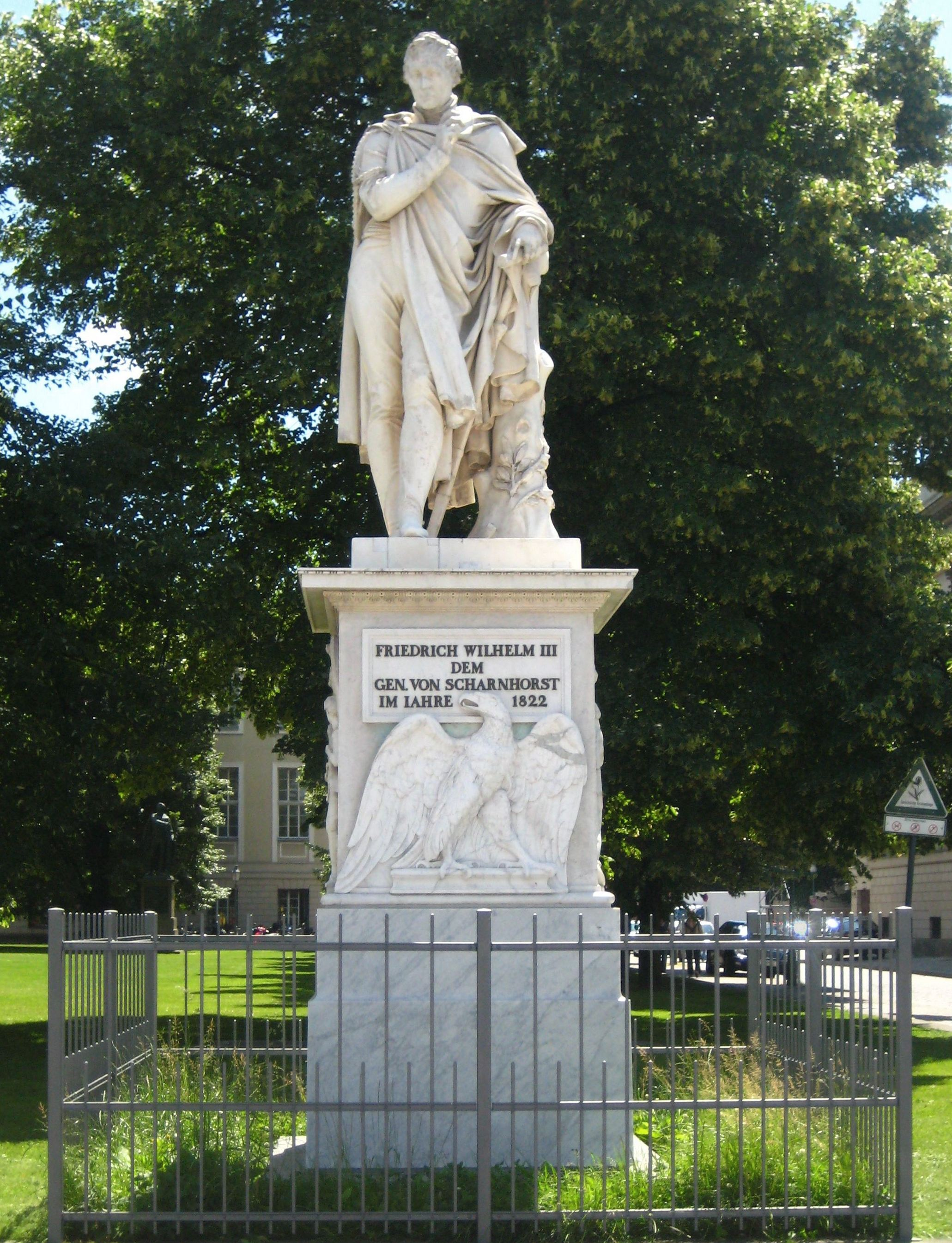
Scharnhorst-Denkmal von Christian Daniel Rauch, 1822

### Zusammenhang und Aufstellung
Seit 1822 befanden sich vor der Neuen Wache die Marmorstandbilder Friedrich Wilhelm von Bülows, das Bülow-Denkmal (links) und Gerhard von Scharnhorsts, das Scharnhorst-Denkmal (rechts), sowie seit 1855 gegenüber die Bronzestandbilder Ludwig Yorck von Wartenburgs, das Yorck-Denkmal (links), Gebhard Leberecht von Blüchers, das Blücher-Denkmal, (Mitte) und August Neidhardt von Gneisenaus, das Gneisenau-Denkmal (rechts). Die von Christian Daniel Rauch nach Entwürfen Karl Friedrich Schinkels geschaffenen Standbilder erinnern an fünf bedeutende Befreiungskämpfer gegen die napoleonische Fremdherrschaft (1806–1815). Die Statuen zählen zu den Hauptwerken der Berliner Bildhauerschule und waren seinerzeit insofern außergewöhnlich, als dass sie erstmals auch nicht-adelige Persönlichkeiten inmitten der königlichen Hauptstadt ehrten. Am ursprünglichen Ort bezogen sich Rauchs Statuen aufeinander, auf Schadows Relief der Neuen Wache und auf die Gruppen der Schloßbrücke, die ebenfalls an die Zeit der Befreiungskriege (1813–1815) erinnern. Darüber hinaus waren sie Bestandteil von Schinkels „Denkmalstraße“ Unter den Linden, die vom Schloss über das Forum Fridericianum bis zum Brandenburger Tor reichte. Sie fanden auch Eingang in die Literatur:

„Rechts von der Wache stand Scharnhorst mit dozierend erhobner Hand, links in der Pose der Ruhe Bülow, die eine Hand in der Hüfte, die andere auf den Degen wie auf einen Spazierstock gestützt. Das Verhältnis der Figuren auf ihren Postamenten zu der Neuen Wache, ihr Abstand vom Gebäude waren genau berechnet. Berechnung war es auch, daß gerade diese beiden Männer hier standen, Scharnhorst, der revolutionär gesonnene Bauernsohn, der Napoleon mit den Ideen der von ihm verratnen Revolution geschlagen hatte, und Bülow, der siegreiche Verteidiger Berlins, der die Bedrohung der offnen Stadt weit draußen, in glänzenden Feldschlachten, von ihren Toren abgewendet hatte.“

### Entfernung und Versetzung
Anlässlich des Deutschlandtreffens der Jugend 1950 in der jungen DDR wurden die Standbilder auf Anordnung des kommunistischen Staats- und Parteichefs Walter Ulbricht entfernt und im Depot des Neuen Museums eingelagert. Im Zuge der Rehabilitierung des „fortschrittlichen Erbes“ der preußischen Geschichte  wurden 1964 die Bronzestandbilder und das Marmorstandbild Scharnhorsts auf der Grünfläche des Bebelplatzes neu aufgestellt. Dabei wurden allerdings nicht nur die originalen Inschriften der Bronzestandbilder zerstört, sondern auch ihre Sockelhöhen verringert und alle Einfassungsgitter entfernt.
Im Jahr 1990 – noch zur DDR-Zeit – war zunächst geplant, die Standbilder wieder an ihre ursprünglichen Orte zu versetzen. Nach der deutschen Wiedervereinigung bestätigte Eberhard Diepgen die Rückführung gemäß Schinkels Konzept, „damit deutsche Geschichte von den Befreiungskriegen bis heute wieder ablesbar wird“. Helmut Kohl vereinbarte dann jedoch mit den Erben von Käthe Kollwitz, dass die Marmorstandbilder bis zum Ablauf der Urheberrechte im Jahr 2015 nicht vor die Neue Wache zurückkehren sollten. Schließlich wurden sie im Depot der Senatsverwaltung für Bauen und Wohnen eingelagert, restauriert und 2002 gegenüber der Neuen Wache neu aufgestellt, wo sich früher die Bronzestandbilder befanden.

### Diskussion um Wiederaufstellung

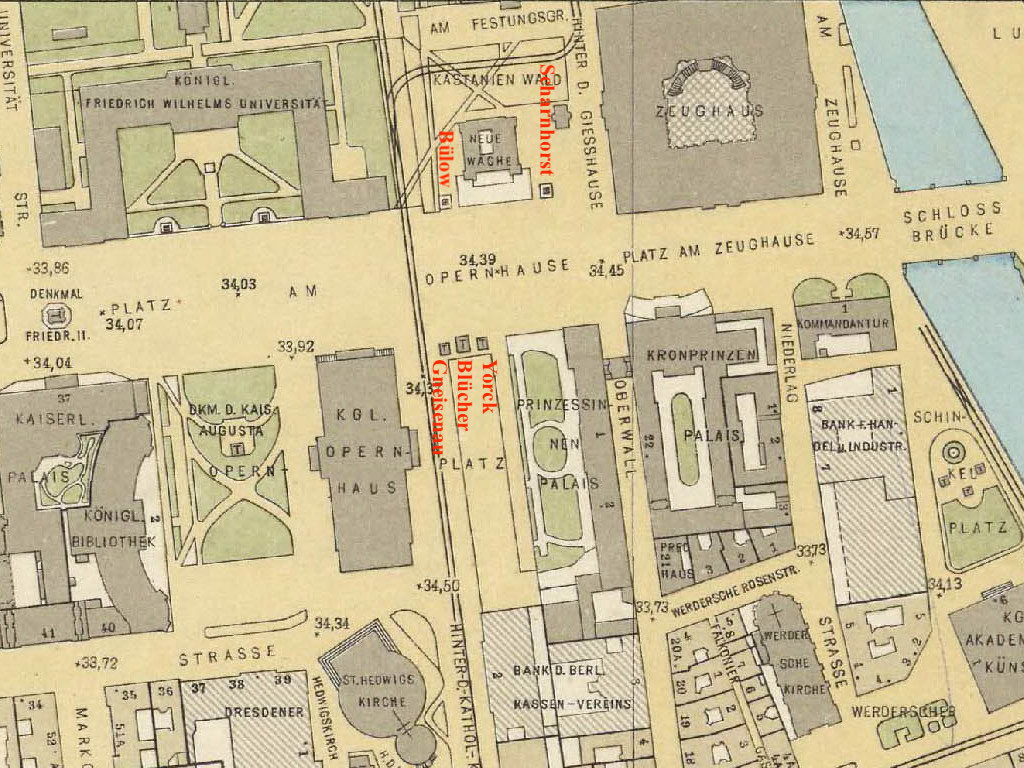
Ursprüngliche Standorte der Denkmäler

Die heutigen Aufstellungsorte der fünf Standbilder verstoßen gegen Artikel 8 der Charta von Venedig und werden deshalb von Denkmalexperten kritisiert. Der Historiker Christoph Stölzl spricht sich aus historischen und gestalterischen Gründen dafür aus, die Marmorstandbilder Bülows und Scharnhorsts wieder vor der Neuen Wache aufzustellen. Zudem sollten die Bronzestandbilder Yorcks, Blüchers und Gneisenaus aus der Verbannung hinten auf der Grünfläche des Bebelplatzes wieder nach vorn an den Boulevard Unter den Linden zurückkehren. Auch Berlins Landeskonservator a. D. Jörg Haspel spricht sich aufgrund von inhaltlichen und künstlerischen Zusammenhängen mit den Skulpturengruppen auf der Schloßbrücke, die ebenfalls an die Befreiungskriege erinnern, für eine Wiederaufstellung der Standbilder vor der Neuen Wache aus. Rauchs Generäle seien außerdem Meisterwerke der Berliner Bildhauerschule. Der Denkmalpflege liege sehr daran, dieses weltweit einzigartige Ensemble wiederherzustellen. Des Weiteren spricht sich der frühere CDU-Kulturexperte Uwe Lehmann-Brauns mit Verweis auf die Rückkehr des Reiterstandbilds Friedrichs des Großen Unter den Linden für eine Wiederaufstellung der Generalsstandbilder vor der Neuen Wache aus. Scharnhorst sei ein „verdienter Reformer“ gewesen, der die Prügelstrafe in der preußischen Armee abgeschafft und die allgemeine Wehrpflicht eingeführt habe. Auch Bülow sei „kein Militarist“ gewesen, sondern habe Berlin dreimal gegen Napoleon verteidigt und daneben Motetten komponiert.
Wolf Jobst Siedler kritisierte die Falschaufstellung der Standbilder von Christian Daniel Rauch durch die Verweigerung der Enkel von Käthe Kollwitz in der Zeit als den „Ruin eines Gesamtkunstwerks durch den guten Willen“. Er wies darauf hin, dass Schinkels Neue Wache mit Schadows Viktorien am Portikus und Rauchs Generälen am Vorplatz das „Dreigestirn der Architekten und Bildhauer“ vereinigte, über die Preußen im „glücklichsten Moment seiner Geschichte“ verfügte. „Die Einheit von Schinkel, Schadow und Rauch – die Inkarnation der zum Klassizismus geronnenen Aufklärung – wird also aufgegeben, nur weil späte Enkel das wünschen? Oder weil das dem Zeitgeist, der nachträglichen Pazifizierung der Geschichte, gemäß ist? Oder im Grunde eigentlich nur, weil Berlin überhaupt nichts mehr von sich selbst versteht? Der Ort wird zerstört, an dem in Spuren noch zu sehen war, weshalb Berlin wenigstens an dieser Stelle eine der großen Städte Europas war.“ Doppelte Kritik an der Falschaufstellung der Statuen äußerte Peter Bloch in seinem Standardwerk Die Berliner Bildhauerschule: „Zu dieser historischen Manipulation tritt noch etwas anderes: Da die Statuen von Scharnhorst und Bülow auf ihre die Neue Wache flankierende Funktion auch in ihrem statuarischen Aufbau Bezug nehmen – im geschlossenen Umriß und der Wendung des Hauptes der Mitte zu –, wird die Isolierung des Scharnhorst an anderer Stelle zu einer künstlerischen Verfälschung.“
Arne Kollwitz, der Enkel von Käthe Kollwitz, erklärt sich im inzwischen eingetretenen Fall des Wiederaufbaus des Schlosses dafür bereit, dass die Standbilder Bülows und Scharnhorsts wieder vor der Neuen Wache aufgestellt werden. Neben dem Historiker Laurenz Demps und dem Publizisten Friedrich Dieckmann fordern dies auch die Gesellschaft Historisches Berlin, das Forum Stadtbild Berlin und der Verein Berliner Historische Mitte. Ulbrichts Zensur müsse rückgängig gemacht und die Standbilder wieder an den ursprünglichen Orten aufgestellt werden. Die Komposition von Schinkels Gebäude und Rauchs Skulpturen sei Weltkunst, so die Vereinsvorsitzende Annette Ahme. Der Landesdenkmalrat lehnte eine Rückkehr der Standbilder Bülows und Scharnhorsts vor die Neue Wache jedoch 2017 ab.
2021 wurden die verwitterten Originale der Denkmäler von Bülow und Scharnhorst in die Spandauer Zitadelle verbracht, um die Marmorskulpturen gemäß einer Empfehlung des Landesdenkmalrats in den nächsten Jahren durch getreue Kopien zu ersetzen. Die Berliner Denkmalpflegerin Gabi Dolff-Bonekämper forderte darauf, die kopierten Denkmäler an den originalen Standorten aufzustellen, um die „historische, künstlerische und diskursive Einheit“ rechts und links der Neuen Wache wiederherzustellen.

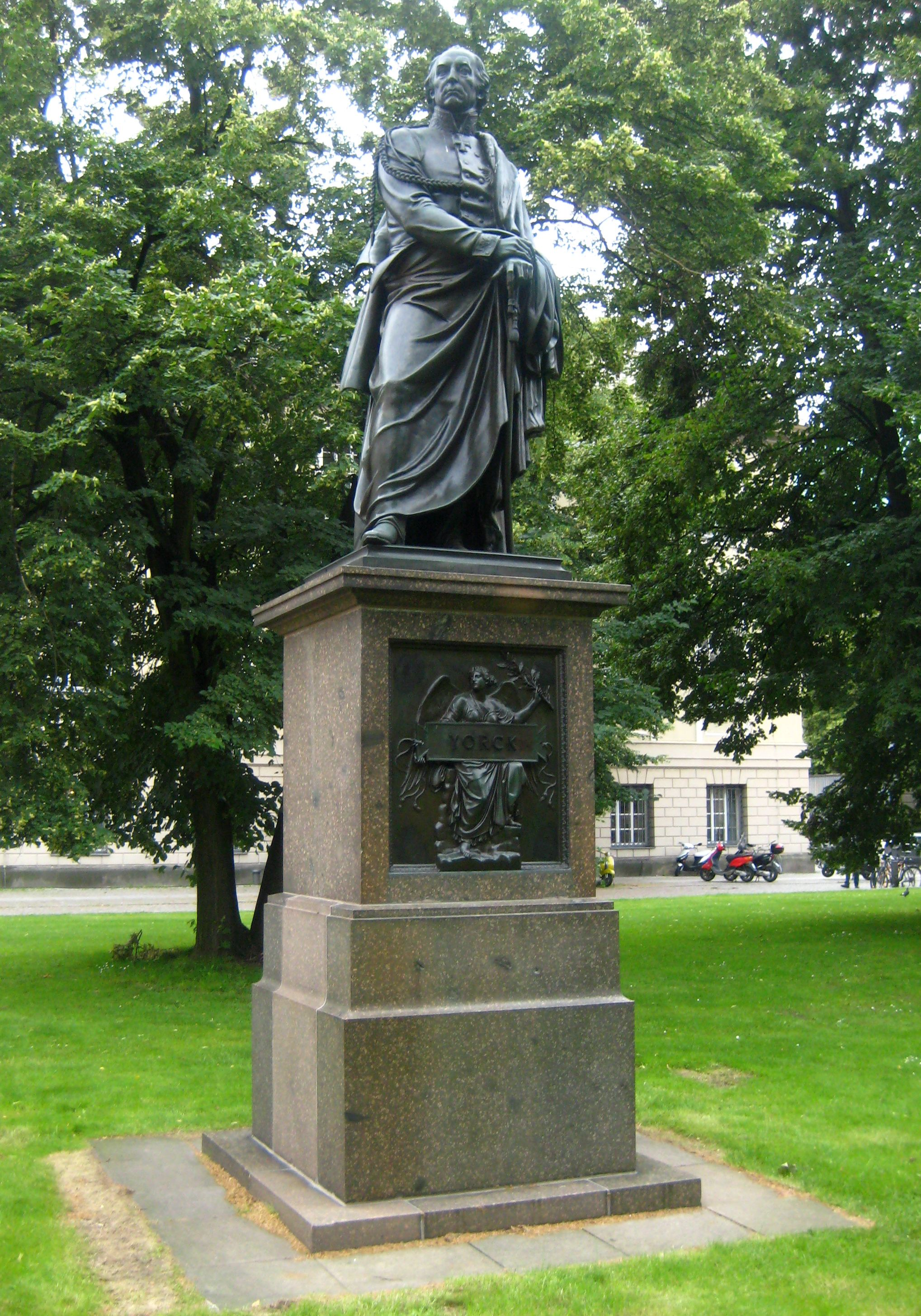
Yorck-Denkmal, 1855
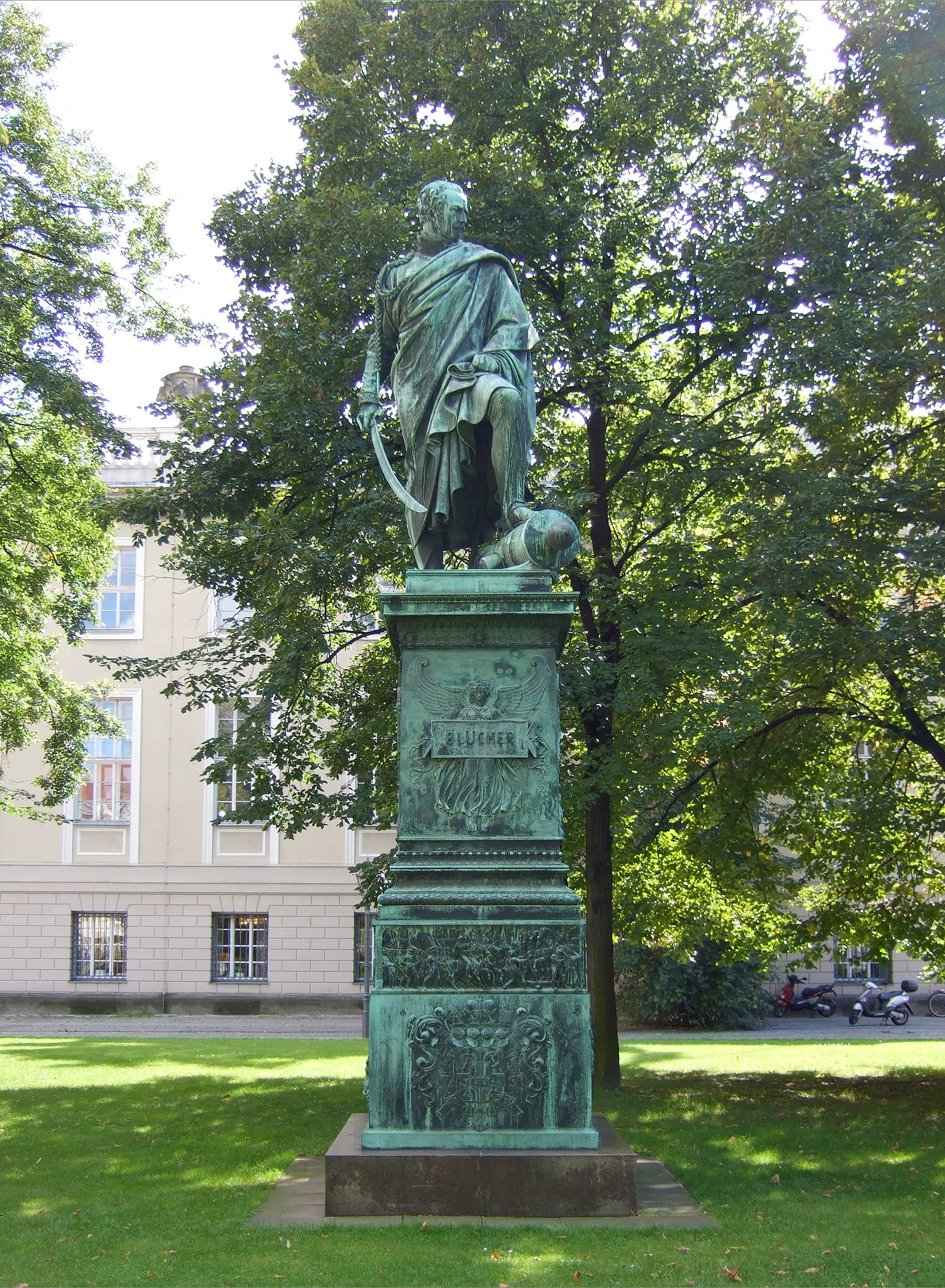
Blücher-Denkmal, 1826
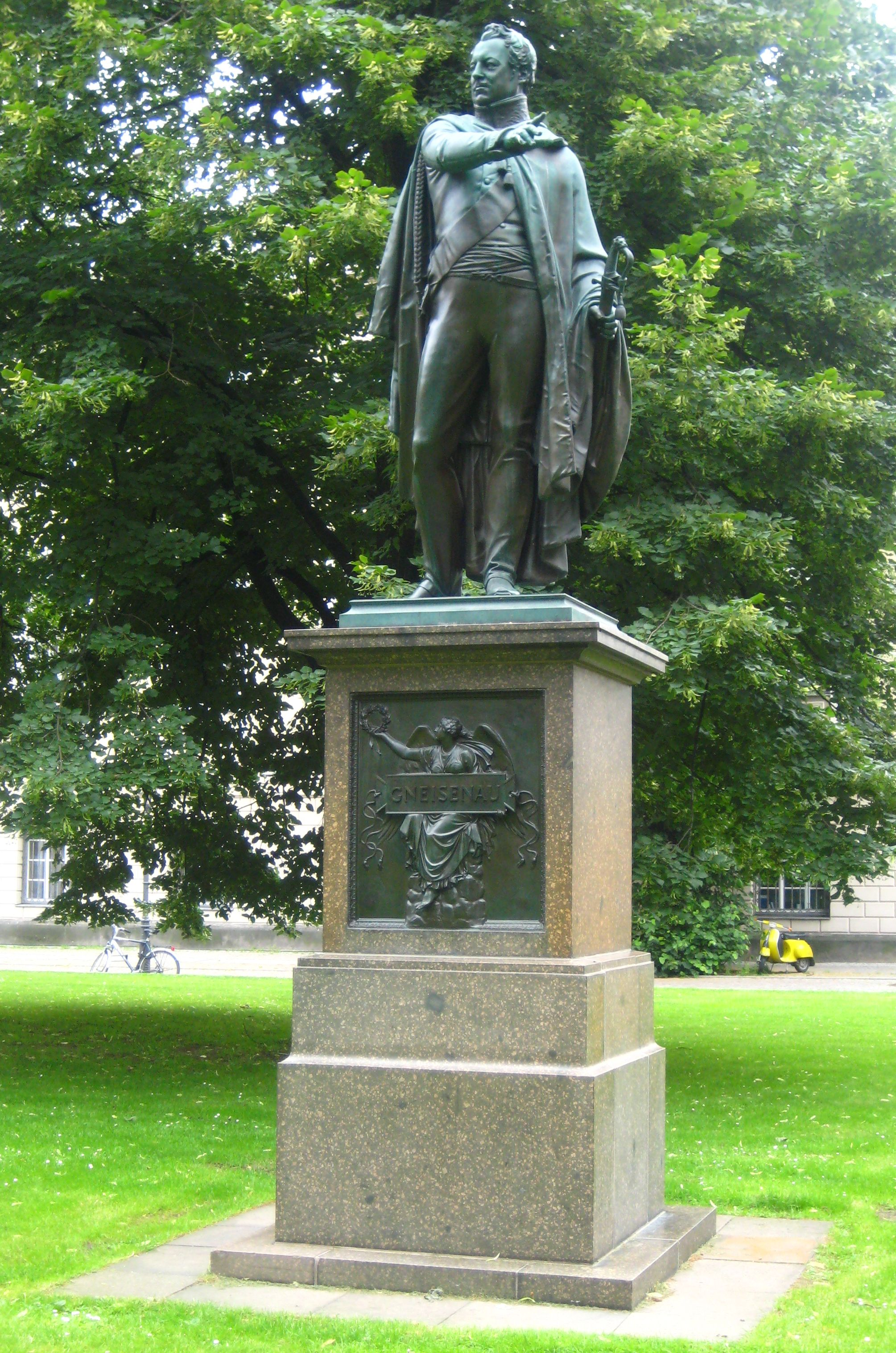
Gneisenau-Denkmal, 1855

## Nachwirkung

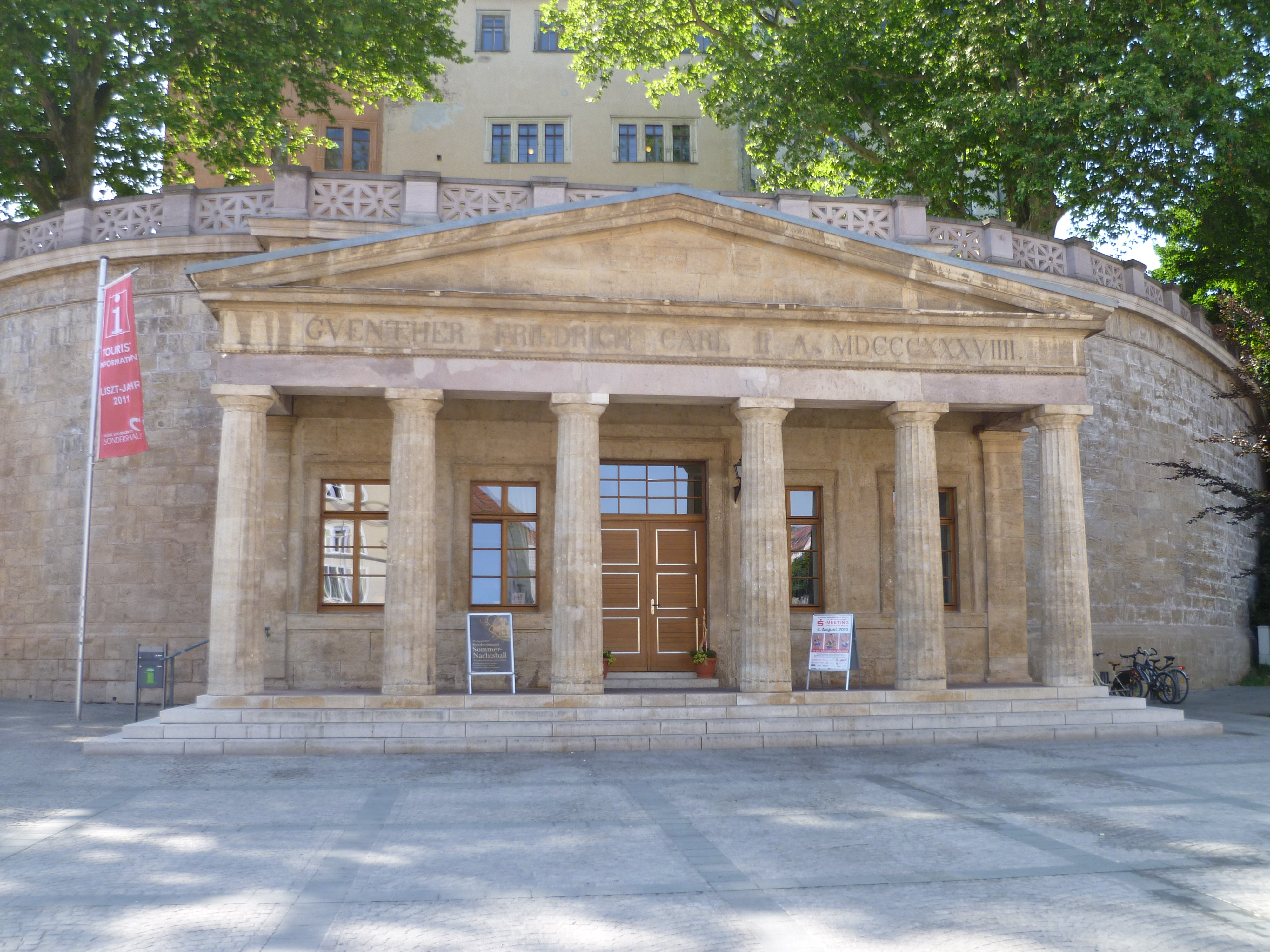
Alte Wache in Sondershausen

Das Bauwerk inspirierte zahlreiche zeitgenössische Architekten zur Nachahmung. Zu den Kopien zählt die Alte Wache (1837–1839) des Schinkelschülers Carl Scheppig am Marktplatz im thüringischen Sondershausen.